# 朗根罗尔
朗根罗尔是奥地利下奥地利州图尔恩县的一个市镇。总面积22.57平方公里，总人口2131人，人口密度94.4人/平方公里（2005年）。